# Echinochloa pithopus
Echinochloa pithopus är en gräsart som beskrevs av Clayton. Echinochloa pithopus ingår i släktet hönshirser, och familjen gräs.
Artens utbredningsområde är Tanzania. Inga underarter finns listade i Catalogue of Life.